# Albert Barnes
Pour les articles homonymes, voir Barnes.
Albert Barnes (Albert Coombs Barnes), né le 2 janvier 1872 à Philadelphie et mort le 24 juillet 1951  à Phoenixville (Pennsylvanie) dans un accident de la route, est un médecin, chimiste, inventeur et riche collectionneur d'œuvres d'art américain. Il est le fondateur de la Fondation Barnes à Philadelphie,,.

## Jeunesse et formation
Albert Coombs Barnes nait à Philadelphie le 2 janvier 1872 de parents issus de la classe ouvrière. Son père, John J. Barnes, boucher, a servi pendant la Guerre de Sécession dans la compagnie D du 82e régiment d'infanterie volontaire de Pennsylvanie. Il a perdu son bras droit à la bataille de Cold Harbor. Après la guerre, John Barnes reçoit une pension d'invalidité de 8 $ par mois et accepte des emplois tels qu'inspecteur, veilleur de nuit et facteur, lorsqu'il en trouve. Sa mère, Lydia A. Schaffer, est une méthodiste fervente, qui l'emmene à des assemblées en plein air et à des réveils afro-américains. La famille vit d'abord au 1466 Cook Street (aujourd'hui Wilt Street) dans le quartier ouvrier de ce qui est aujourd'hui Fishtown, puis dans un bidonville connu sous le nom de « the Neck » ou « the Dumps ».
Il termine ses études primaires à l'école élémentaire William Welsh en 1885. Cette année-là, il est l'un des deux garçons de son école qui sont acceptés à Central High School, une école publique très respectée pour son programme académique rigoureux,. Il obtient un diplôme AB à l'âge de 17 ans, le 27 juin 1889. À Central, il se lie d'amitié avec William James Glackens, qui deviendra plus tard artiste peintre et conseillera Barnes sur ses premiers achats de collectionneur.
Il fréquente ensuite l'école de médecine de l'université de Pennsylvanie, s'inscrivant en septembre 1889 et obtenant son diplôme le 6 mai 1892. Il gagne sa vie en donnant des cours particuliers, en boxant et en jouant au baseball de manière semi-professionnelle,. En 1892, il est interne au Penn's Graduate Hospital, alors connu sous le nom de Polyclinic Hospital de Philadelphie, et à l'hôpital Mercy de Pittsburgh,. Il est également mentionné comme ayant été médecin assistant à l'hôpital d'État pour aliénés de Warren (Pennsylvanie) en 1893. Son expérience en tant qu’interne le convainc qu’il n’est pas fait pour la pratique clinique. Bien qu'il ait obtenu le diplôme de médecin, il n'exerce jamais,.
Barnes décide de s'intéresser à la chimie appliquée plutôt qu'à la pratique de la médecine. Il se rend en Allemagne, alors centre de recherche et d'enseignement en chimie, et étudie à Berlin vers 1895. De retour aux États-Unis, il rejoint la société pharmaceutique HK Mulford en 1898, qui le renvoie en Allemagne pour étudier à Heidelberg, une ville que Barnes décrit comme « une pierre d'aimant [sic] pour les chercheurs scientifiques de tous les pays ». Selon les Archiv für Experimentelle Pathologie und Pharmakologie, il fait partie de ceux qui reçoivent les premier et deuxième diplômes, décernés par le Pharmakologischen Institut zu Heidelberg le 26 juin 1901.

## Carrière

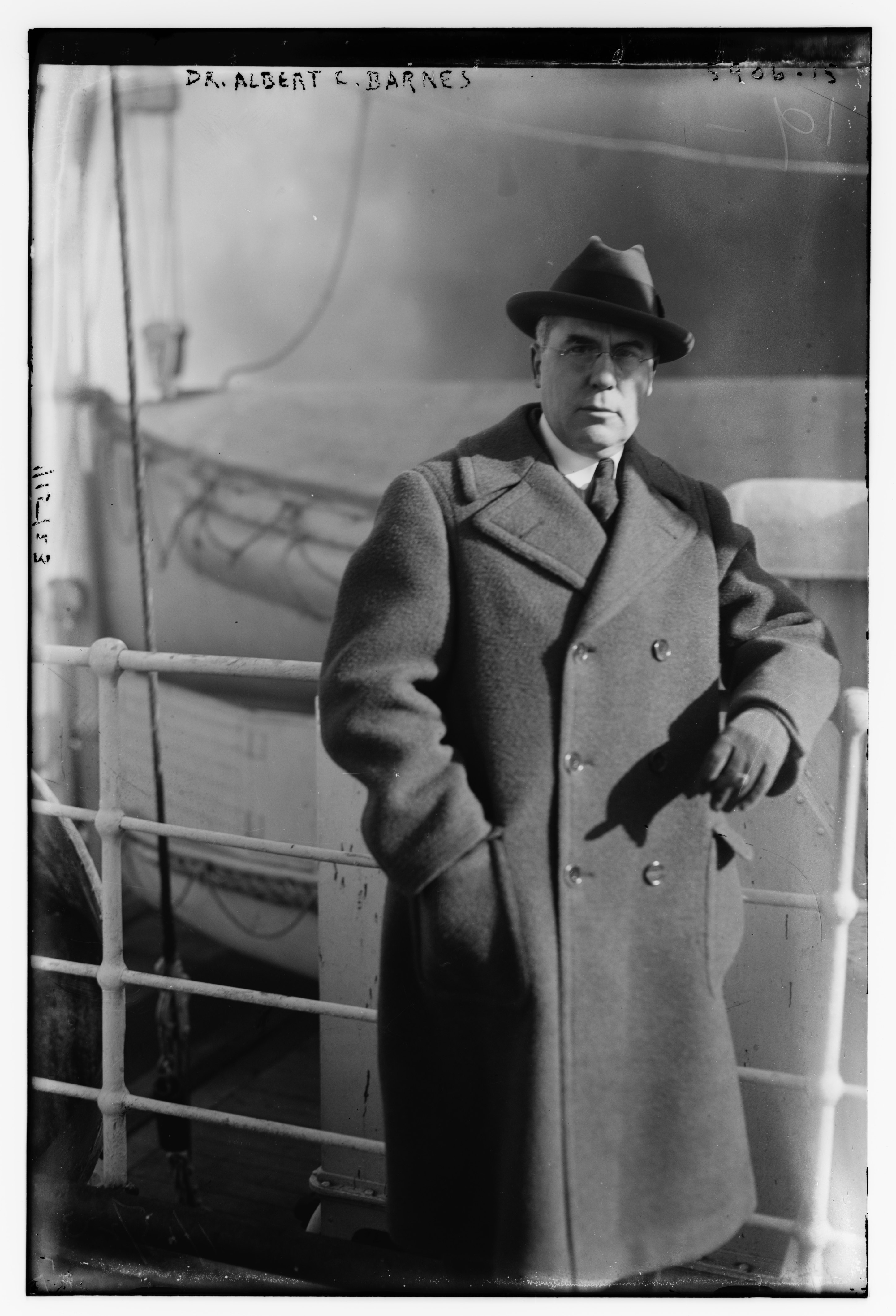
Albert Barnes entre 1920 et 1925

En 1899, il s'associe avec le chimiste allemand Hermann Hille (1871-1962) et crée l'Argyrol, un antiseptique à base de nitrate d'argent utilisé dans le traitement des infections ophtalmiques et pour prévenir la cécité des nouveau-nés causée par la gonorrhée, qui connaîtra un vif succès. Les deux hommes quittent HK Mulford and Company pour créer une société, Barnes and Hille, fondée en 1902. Hille dirige la production et Barnes s'occupait des ventes. L’entreprise prospère financièrement, mais la relation entre les deux hommes s’émousse. En 1907, Barnes réalise son premier million de dollars. En 1908, la société est dissoute.
Barnes fonde ensuite la société AC Barnes et enregistre la marque Argyrol. En juillet 1929, soit quatre mois avant le krach de 1929, il revend l'ensemble de ses actifs pour la somme de 6 millions de dollars (près de 200 millions de francs de l'époque) à la Zonite Corporation de New York.

## Laura Barnes
Albert Barnes épouse Laura Leggett (1875–1966), fille d'un épicier prospère de Brooklyn (New York) ; ils n'ont pas d'enfants.

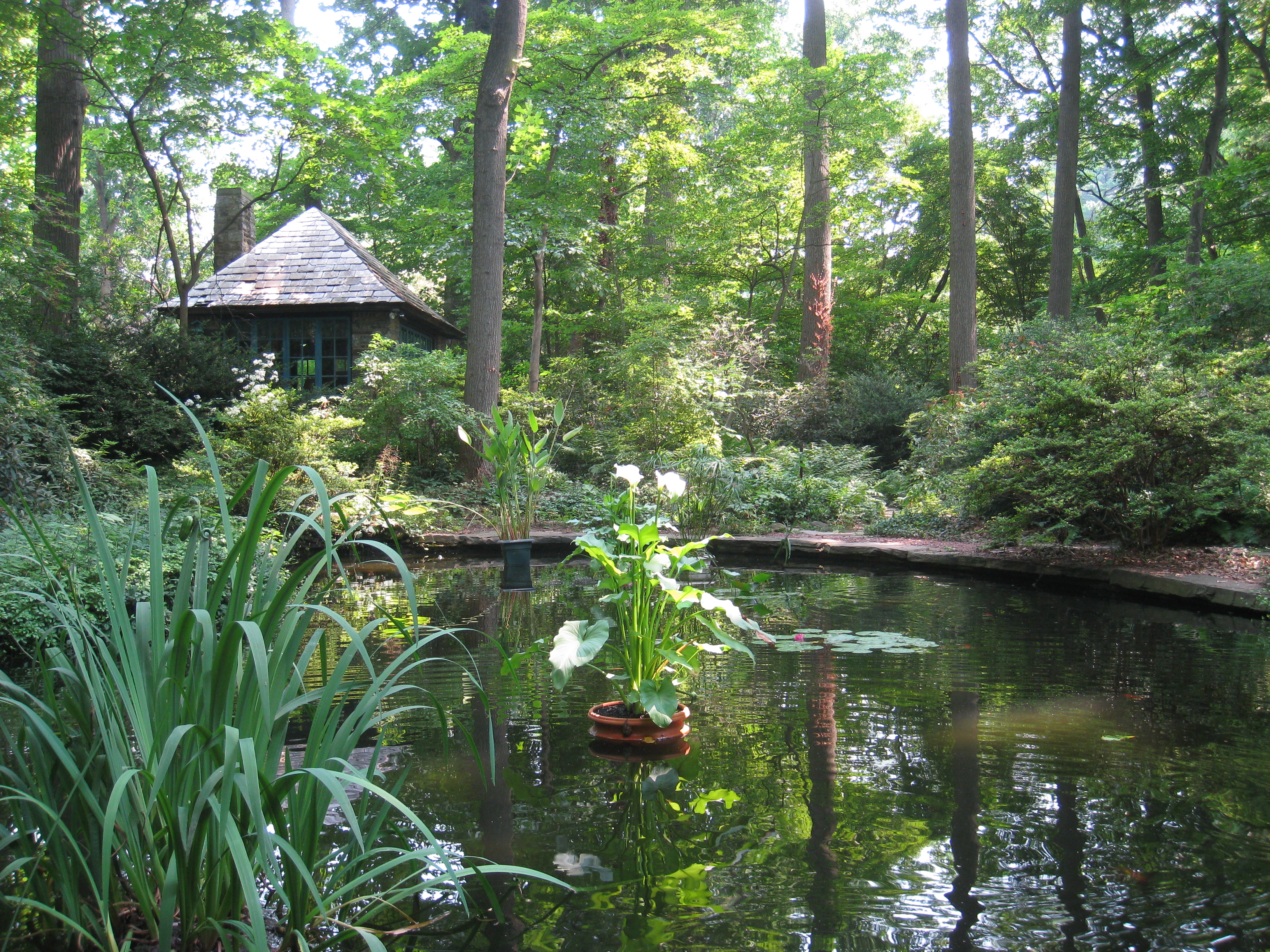
Arboretum de la Fondation Barnes.

Lors de la création de la Fondation Barnes, Laura Barnes est nommée vice-présidente du conseil d'administration. Après le décès du capitaine Joseph Lapsley Wilson, elle devient directrice de l'Arboretum. En octobre 1940, elle fonde l'Arboretum School de la Fondation Barnes avec le botaniste de l'université de Pennsylvanie John Milton Fogg Jr. Elle enseigne les matières végétales. Elle correspond régulièrement et échange des spécimens de plantes avec d’autres grandes institutions, telles que l’Arboretum Arnold de l’université Harvard et le jardin botanique de Brooklyn.
Elle succède à son mari à la présidence de la Fondation après son décès en 1951. Elle décède le 29 avril 1966, laissant sa collection d'art au Brooklyn Museum.
Son travail est reconnu par la médaille commémorative Schaffer de 1948 de la Pennsylvania Horticultural Society. En 1955, elle devient membre honoraire de l'American Society of Landscape Architects . Elle reçoit un doctorat honoris causa en sciences horticoles de l'université Saint-Joseph de Philadelphie.

## Collection d'art

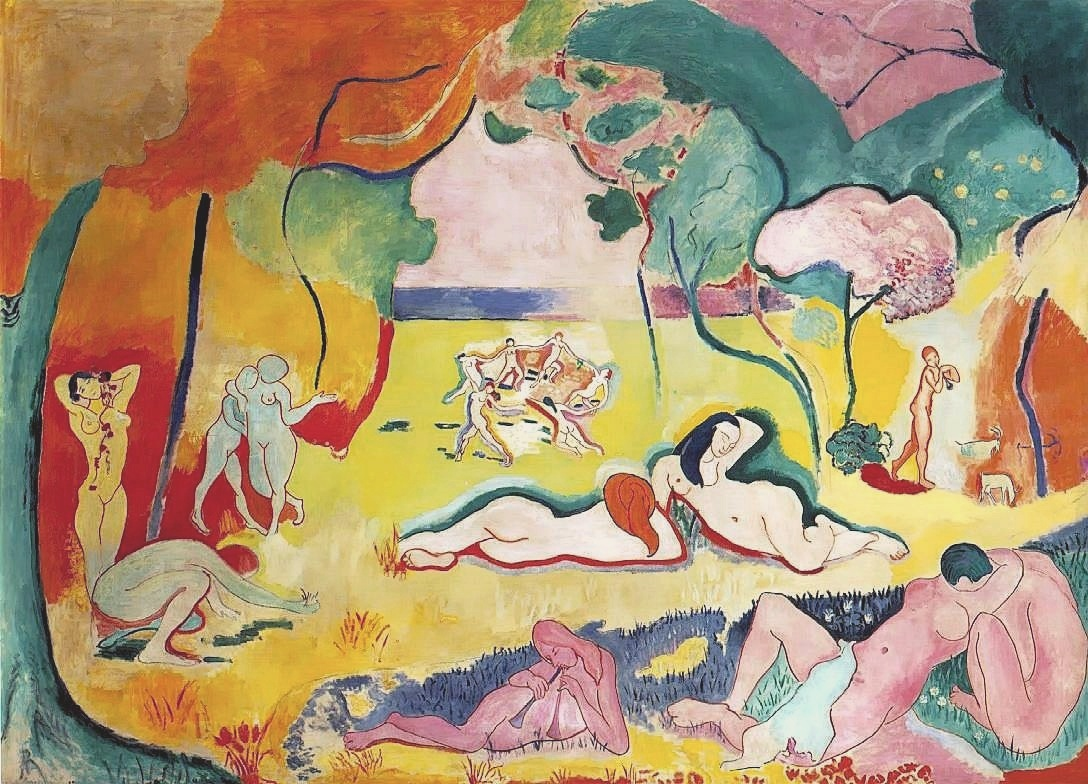
Henri Matisse, La Joie de vivre, 1905-1906, huile sur toile, Fondation Barnes, Philadelphie.

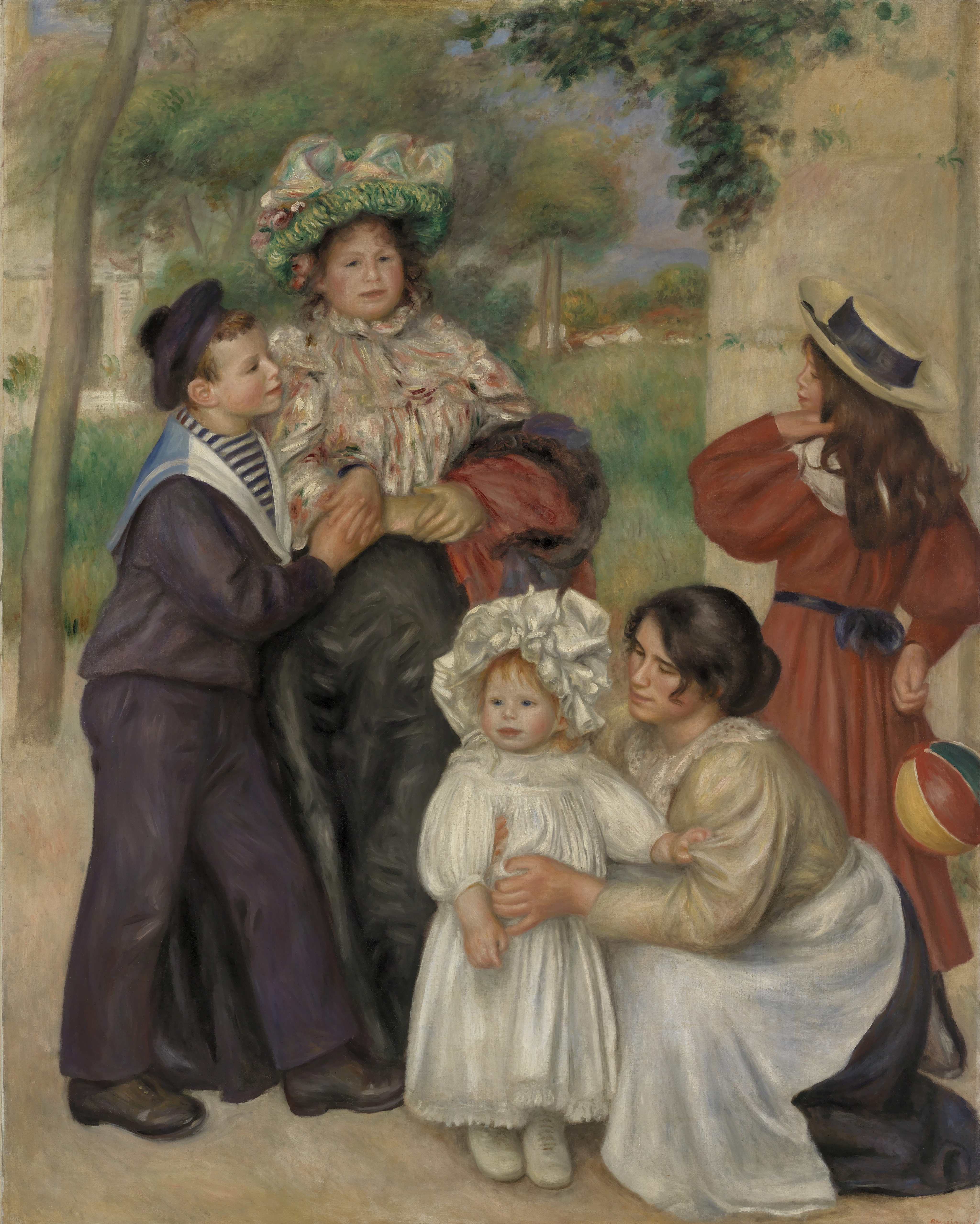
Auguste Renoir, La Famille de l'artiste, 1896, Fondation Barnes, Philadelphie.

Dès 1910, Albert Barnes consacre une partie de sa fortune à l'édification de ce qui deviendra une importante collection d'art, principalement constituée d'œuvres de peintres français ou installés en France, depuis les impressionnistes jusqu'aux artistes de l'entre-deux-guerres.En 1911, il renoue avec son camarade de lycée William Glackens et en janvier 1912, juste après avoir eu 40 ans, il l'envoie à Paris avec 20 000 $ pour lui acheter des tableaux. Glackens revient avec 33 œuvres d'art.
À la suite du succès de la campagne d'achat de Glackens, il se rend lui-même à Paris deux fois, la même année. En décembre, il rencontre Gertrude et Leo Stein et leur achète ses deux premiers tableaux d'Henri Matisse. Il achète sa collection d'art africain au marchand d'art Paul Guillaume (1891-1934), qui a brièvement occupé le poste de « secrétaire aux affaires étrangères » de la Fondation Barnes.
Durant les années 1920, ses contacts à Paris sont les marchands d'art Paul Guillaume et Ambroise Vollard ; ce dernier lui cède Les Joueurs de cartes de Paul Cézanne pour la somme record, à l'époque et pour un peintre moderne, de 250 000 dollars. Eugène Druet, autre marchand, lui vend en 1921 quatre toiles de Robert Lotiron sur le thème de Dieppe. En juin 1923, il visite le musée de Grenoble, premier musée d'art moderne en France.
La collection évolue tout au long de la vie de Barnes, à mesure qu'il acquiert des ɶuvres, les déplace d'une pièce à l'autre, en offre et les vend. Les œuvres d'art de la Fondation Barnes reflètent la manière dont elles ont été accrochées et placées au moment de sa mort en 1951. La collection compte plus de 4 000 objets, dont plus de 900 peintures et près de 900 pièces en fer forgé. Parmi les fonds importants figurent 181 œuvres d'Auguste Renoir, 69 œuvres de Paul Cézanne, 59 œuvres d'Henri Matisse, 46 œuvres de Pablo Picasso et 7 peintures de Vincent van Gogh. En 1923, Barnes achète La Joie de vivre, un tableau ayant appartenu à Gertrude et Leo Stein, acheté à Christian Tetzen-Lund par l'intermédiaire de Paul Guillaume pour 45 000 francs. En 1927, il achète La Famille de l'artiste d'Auguste Renoir à Claude Renoir par l'intermédiaire de la Galerie Barbazanges pour 50 000 $. La collection comprend également de nombreuses autres peintures et œuvres d’artistes européens et américains de premier plan, ainsi que de l’art africain, de l’art de Chine, de Grèce et des peuples amérindiens.

## Fondation Barnes

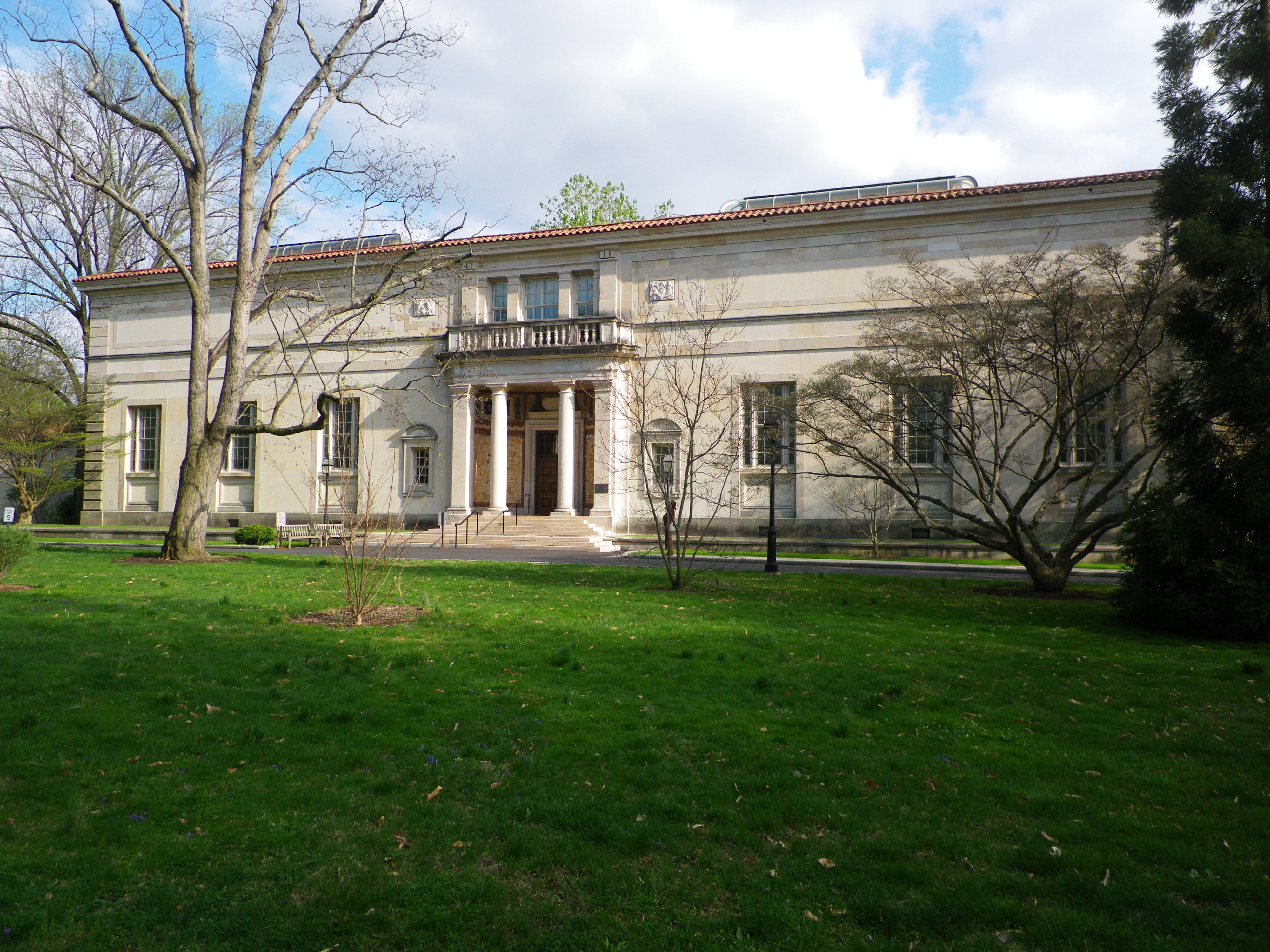
Fondation Barnes à Philadelphie.

Albert Barnes s'intéresse depuis longtemps à l'éducation ; il organise des séminaires de deux heures pour les employés à la fin de la journée dans son usine. Lors de ceux-ci, ses collaborateurs, principalement afro-américains, discutent de philosophie, de psychologie et d'esthétique en lisant William James, John Dewey et George Santayana. Avec son ami et mentor John Dewey, il décide d’élargir son projet éducatif. En décembre 1922, la Fondation Barnes reçoit sa charte de l'État de Pennsylvanie en tant qu'établissement d'enseignement. Barnes engage l'architecte franco-américain Paul Philippe Cret pour construire une galerie d'art, une résidence (bâtiment administratif) et un bâtiment de services. La galerie sert d'outil pédagogique aux étudiants pour étudier l'art en utilisant une méthode basée sur la méthode scientifique. Barnes consulte l'avocat Owen Roberts (1875–1955) lors de l'élaboration des statuts et de l'acte constitutif.
En 1925, les bâtiments sont achevés et la Fondation Barnes est ouverte. La collection n'est pas accrochée de manière traditionnelle, mais disposée en « ensembles » qui s'organisent selon les principes formels de lumière, de couleur, de ligne et d'espace. Les enseignements de Barnes portent sur l’art lui-même plutôt que sur son contexte historique, sa chronologie, son style ou son genre. Il ne donne pas de documentation sur la signification de chaque arrangement.
La Fondation Barnes étant un établissement d’enseignement, Barnes limite l’accès à la collection et demande souvent aux personnes de prendre rendez-vous par courrier. Il refuse souvent les visiteurs qui lui écrivent pour lui demander de venir faire une visite. Les demandes de visites de personnes riches et privilégiées ne sont pas appréciées et Barnes leur répond souvent grossièrement. En 1939, il envoie une lettre, se faisant passer pour un secrétaire, informant Walter Chrysler qu'il ne peut pas lui rendre visite car il (Barnes) « ne doit pas être dérangé pendant ses efforts acharnés pour battre le record du monde d'ingestion de poissons rouges » .
Influencé par la manière dont le Philadelphia Museum of Art gère la collection d'art donnée par son défunt avocat, John Graver Johnson, Barnes veut clarifier ses intentions dans l'indenture et le trust de la Fondation. Il y est stipulé que « tous les tableaux doivent rester exactement là où ils se trouvaient au moment du décès du donateur [Barnes] et de sa femme. ». Depuis sa mort en 1951, la disposition spécifique des tableaux et des œuvres d'art est restée la même jusqu'à ce que, à la demande de la Fondation Barnes, le Montgomery County Orphans' Court annule l'Acte de Cession en 2004.
Le procès visant à ouvrir la Fondation Barnes au public commence sept mois après la mort de Barnes. En mars 1961, le musée est ouvert au public les vendredis et samedis, puis étendu à trois jours par semaine en 1967, après la mort de Mme Barnes en 1966, et reste ainsi jusque dans les années 1990.
Barnes a également un jugement très négatif vis-à-vis des photographies en couleur de la collection, car leur qualité n'est pas à la hauteur de la technologie de l'époque. À propos d'une demande de photographies en couleur, Mme Barnes écrit à Henri Matisse : « Malgré l'amélioration du procédé photographique, il ne reproduit pas fidèlement les couleurs exactes de l'artiste. Et il est encore plus difficile de réaliser des planches en couleur pour un livre. » Cette position est souvent critiquée. Le critique Hilton Kramer écrit à propos de La Joie de vivre de Matisse : « En raison de sa longue séquestration dans la collection de la Fondation Barnes, qui n'a jamais autorisé sa reproduction en couleur, c'est le moins connu des chefs-d'œuvre modernes. Pourtant, ce tableau était la réponse de Matisse à l'hostilité que son œuvre avait rencontrée au Salon d'Automne de 1905. »
La Fondation Barnes a accueilli au fil des années plus de 2 500 pièces, soit l'ensemble des acquisitions d'Albert Barnes.

## Relations avec les critiques d'art
En 1923, une exposition publique de la collection d'Albert Barnes à la Pennsylvania Academy of the Fine Arts révèle qu'elle est trop avant-gardiste pour le goût de la plupart des gens de l'époque, comme l'indique certains titres : « L'Académie ouvre une exposition remarquable : l'art moderne déconcerte » ou « Le sanctuaire américain de 6 000 000 $ pour tout l'art le plus fou ». Les critiques ridiculisent l'exposition, ce qui suscite un antagonisme durable et largement médiatisé de Barnes envers ceux qu'il considère comme faisant partie de l'establishment artistique. Par exemple, il dit à Edith Powell, du Public Ledger, qu'elle ne serait jamais une véritable critique d'art tant qu'elle n'aurait pas eu de relations avec l'homme de glace.

## Mécénat et soutien aux Afro-Américains

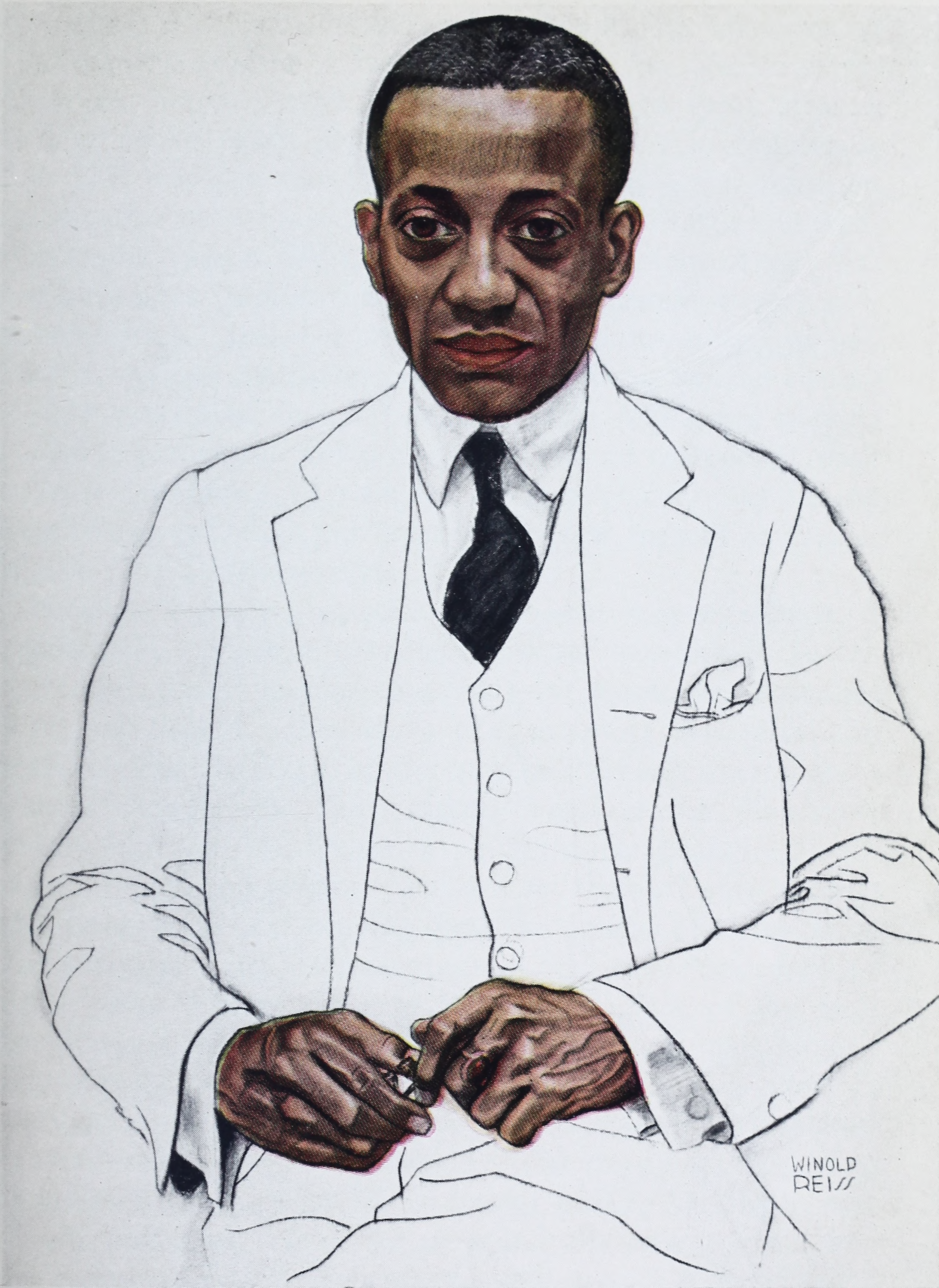
Alain Locke, The new Negro : an interpretation, 1925.

Barnes s'intéresse à ce qui allait être appelé la Renaissance de Harlem ; il suit ses artistes et ses écrivains. En mars 1925, il écrit un essai intitulé Negro Art and America, publié dans le Survey Graphic de Harlem, édité par Alain Locke. Il continue également à soutenir les jeunes artistes et musiciens afro-américains en leur accordant des bourses pour étudier à la Fondation. Sur la suggestion de Charles S. Johnson, il admet les artistes Gwendolyn B. Bennett et Aaron Douglass comme étudiants boursiers en 1928. Douglas illustre des livres et réalise des peintures murales avant de partir étudier et travailler à Paris. Barnes accorde des bourses aux chanteurs James Boxwill et Florence Owens et à l'historien de l'art Paul B. Moses pour étudier à la Fondation ; il finance également le violoniste David Auld pour étudier à la Juilliard School et la chanteuse Lillian G. Hall pour fréquenter le Westminster Choir College dans le New Jersey. En 1943, Barnes envoie la musicienne californienne Ablyne Lockhart dans le Sud profond pour se familiariser avec « ses racines ». Lockhart lui envoie des descriptions vivantes de son voyage, qui comprennent des transcriptions des negro spirituals qu'elle a entendus lors de sa visite sur l'île de Sainte-Hélène en Caroline du Sud. Le soutien de Barnes aux Afro-Américains s’étend au-delà des disciplines culturelles. Dès 1917, il aide ses ouvriers afro-américains à acheter des maisons à Philadelphie. Au début des années 1930, il offre une bourse au médecin de Philadelphie DeHaven Hinkson, pour étudier la gynécologie à Paris. Il finance également l'éducation de Louis et Gladys Dent, les enfants de Jeannette M. Dent, veuve d'un employé de la société AC Barnes, à la Manual Training and Industrial School for Youth dans le New Jersey, un exemple de son engagement durable envers ses employés et leurs familles.

## Publications
Albert Barnes a écrit plusieurs livres sur ses théories de l’esthétique de l’art. Il a été aidé par son personnel éducatif, qu'il a également encouragé à publier leurs propres écrits. De 1925 à 1926, lui et son équipe ont publié des articles dans le Journal of the Barnes Foundation.
- The Art in Painting (L'art dans la peinture), 1925
- The French Primitives and Their Forms from Their Origin to the End of the Fifteenth Century (Les Primitifs français et leurs formes depuis leur origine jusqu'à la fin du XVe siècle), 1931, avec Violette de Mazia (1899-1988), originaire de Paris, alors enseignante à la Fondation ; en 1950, Barnes la nomme directrice de l'éducation[1]
- The Art of Henri-Matisse (L'Art d'Henri-Matisse), 1933, avec Violette de Mazia
- The Art of Renoir (L'Art de Renoir), 1935, avec Violette de Mazia
- The Art of Cézanne (L'art de Cézanne), avec Violette de Mazia
- Art and Education (Art et éducation), 1929-1939, avec John Dewey, Lawrence Buermeyer, Thomas Mullen et Violette de Mazia, constitué d'essais rassemblés par Barnes, Dewey et son équipe pédagogique, publiés à l'origine dans le Journal of the Barnes Foundation (1925-1926). Barnes a embauché Buermeyer (1889-1970) et Mullen (1897-), anciens étudiants de Dewey, chacun pour occuper le poste de directeur adjoint de l'éducation pendant un certain temps ; Dewey est directeur pendant cette période dans ce qui est essentiellement un poste honorifique[1].

## Dernières années

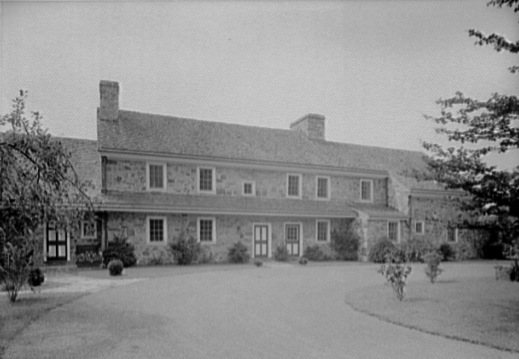
« Ker-Feal » en 1942.

En 1940, Albert Barnes et sa femme Laura achetent un domaine du XVIIIe siècle à West Pikeland Township, en Pennsylvanie, qu'ils baptisent « Ker-Feal » (« Maison de Fidèle » en breton), d'après leur chien préféré : Barnes a demandé au marchand d'art Georges Keller d'adopter et d'amener le chien qu'il a rencontré lors de ses vacances en Bretagne, en France, à Merion.
À la fin des années 1940, il rencontre Horace Mann Bond, le premier président noir de l'université Lincoln (Pennsylvanie), une université historiquement noire située dans le sud du Comté de Chester (Pennsylvanie). Ils nouent une amitié qui conduit Barnes à inviter les étudiants de Lincoln à visiter la collection. En octobre 1950, il modifie les statuts de l'acte constitutif attribuant des sièges au conseil d'administration pour qu'ils soient « ... pourvus par l'élection de personnes nommées par l'Université Lincoln... » ajoutant également qu'« aucun administrateur ne doit être membre du corps enseignant ou du conseil d'administration ou directeur de l'Université de Pennsylvanie, de Temple University, des collèges Bryn Mawr, Haverford ou Swarthmore, ou de l'Académie des beaux-arts de Pennsylvanie. »

### Relation avec Bertrand Russell

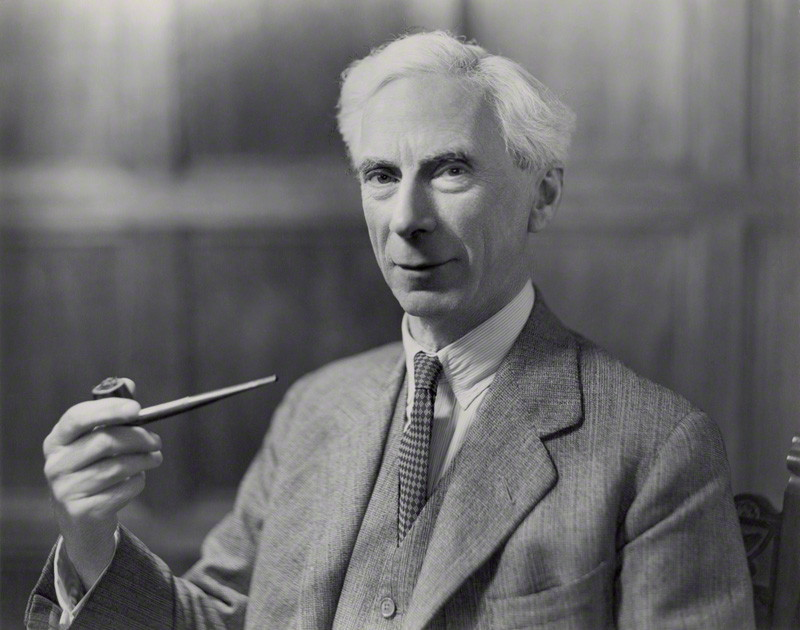
Bertrand Russell en 1936.

Dans les années 1940, Barnes contribue à sauver la carrière et la vie du philosophe britannique Bertrand Russell. À l'été 1940, Russell vit dans la Sierra Nevada (États-Unis), est à court d'argent et incapable de gagner sa vie grâce au journalisme ou à l'enseignement. Barnes, qui a été repoussé par l'université de Pennsylvanie et le Musée d'art de Philadelphie, est impressionné par les batailles de Russell contre l'Establishment. Il l'invite à enseigner la philosophie dans sa fondation.
Russell invite Barnes dans sa cabane au lac Tahoe pour discuter. Il obtient un contrat pour enseigner pendant cinq ans avec un salaire annuel de 6 000 $, augmenté par la suite à 8 000 $, afin qu'il puisse abandonner ses autres tâches d'enseignement .
Les deux hommes se brouillent ensuite après que Barnes ait été offensé par le comportement de l'épouse de Russell, Patricia, qui insiste pour s'appeler « Lady Russell ». Barnes écrit à Russell, disant : « lorsque nous vous avons engagé pour enseigner, nous ne nous sommes pas obligés à endurer éternellement les tendances à créer des problèmes de votre femme », et cherche des prétextes pour le renvoyer. En 1942, lorsque Russell accepte de donner des conférences hebdomadaires à la Rand School of Social Science, Barnes le licencie pour rupture de contrat. Il affirme que les 2 000 $ supplémentaires par an de son salaire sont conditionnés à l'enseignement exclusif à la Fondation. Russell intente une action en justice et obtient 20 000 $, soit un montant inférieur à 40 000 $, montant que le tribunal estimait que Russell serait en mesure de gagner en enseignant sur une période de trois ans .

### Mort
Barnes décède le 24 juillet 1951 dans un accident de voiture. Alors qu'il conduit de Ker-Feal à Merion avec son chien Fidèle, il ne respecte pas un panneau d'arrêt et est heurté de plein fouet par un camion à une intersection sur Phoenixville Pike à Malvern (Pennsylvanie). Il est tué sur le coup. Fidèle est grièvement blessé lors de l'accident et est déposé sur les lieux,.

## Expositions
- Washington, National Gallery of Art, 2 mai au 15 août 1993.
- Paris, Musée d'Orsay, 6 septembre 1993 au 2 janvier 1994.